# Massimo Quarta
Massimo Quarta (Bournemouth, 1965) es un violinista y director de orquesta italiano. 

## Biografía
Comenzó sus estudios en el Conservatoro Tito Schipa, a la edad de 11, en Lecce. También estudió en el Conservatorio de Santa Cecilia en Roma. Recibió clases posteriormente de Beatrice Antonioni, Salvatore Accardo, Abram Shtern y Pavel Vernikov.

### Carrera musical
Como intérprete ha sido solista de múltiples orquestas, como la Orquesta Sinfónica de Berlín, la Orquesta Filarmónica de Málaga, la Orquesta Filarmónica de Viena, entre otras.
También ha dado clases en el Conservatorio de la Suiza Italiana en Lugano y ha fungido como presidente de la Asociación Europea de Maestros de Cuerdas.
Massimo Quarta toca con un violín construido por Giovanni Battista Guadagnini en 1765.
Grabó la integral de Conciertos para violín de Niccolò Paganini junto con la Orquesta de Génova, con uno de los violines que perteneció al propio Paganini.

### Dirección orquestal
Fue director artístico de la Orquesta de la Institución Sinfónica de Abruzzo y la Orquesta de la Fundación Tito Schipa de Lecce.
De 2017 a 2019, fue designado como director artístico de la Orquesta Filarmónica de la UNAM y en 2019 fue ratificado para seguir en el cargo durante del 2020. El 14 de enero de 2017 fue el primer concierto de la OFUNAM con Quarta como director, tocando en la Sala Nezahualcóyotl un programa dedicado a Piotr Ilich Chaikovski, con la Obertura 1812, la Obertura-fantasía Romeo y Julieta y la Sinfonía número 5.

## Premios y distinciones
- Premio Foyer des Artistes del Premio Internacional de Artes y Espectáculos Gino Tani.[1]
- En 1991 recibió el Premio Paganini, siendo el segundo violinista italiano en conseguirlo (junto con Salvatore Accardo).[2]
- 2004, premio Choc de la revista Le Monde de la musique.[3]

## Discografía
- 1991 - Opera Prima Philips (Pugnani, Paganini, Schumann, Sarasate, Ravel, Donatoni) / Massimo Quarta, Giovanni Bellucci. Philips Classics
- 1999 - Paganini: Works for Violin / Massimo Quarta, Stefania Redaelli. Dynamic[7]
- 2000 - Paganini: Played on Paganini's Violin, Vol. 1 / Massimo Quarta, Orchestra del Teatro Carlo Felice di Genova. Dynamic[8]
- 2001 - Vivaldi: The Four Seasons; Storm at Sea; Pleasure / Massimo Quarta, Constantine Orbelian, Moscow Chamber Orchestra. Delos[9]
- 2002 - Paganini: Played on Paganini's Violin, Vol. 2. Dynamic[10]
- 2003 - Paganini: Played on Paganini's Violin, Vol. 3. Dynamic[11]
- 2003 - Paganini: Unpublished Adagio / Massimo Quarta, Orchestra del Teatro Carlo Felice di Genova. Dynamic[12]
- 2005 - Paganini: The 6 Violin Concertos - Unpublished Adago (4 CD Set) / Massimo Quarta, Orchestra del Teatro Carlo Felice di Genova. Dynamic[13]
- 2005 - Paganini: 24 Caprices for Solo Violin. Chandos[14]
- 2011 - Vieuxtemps: Violin Concertos Nos. 4 & 5 / Massimo Quarta, Bolzano-Trento Haydn Orchestra. Dynamic[15]